# Elektrociepłownia Kielce
Elektrociepłownia Kielce – elektrociepłownia znajdująca się w Kielcach przy ulicy Hubalczyków 30, w dzielnicy Skrzetle. Wchodzi w skład grupy kapitałowej PGE Polska Grupa Energetyczna i prowadzi samodzielną działalność gospodarczą. Moc elektryczna wynosi 18 MW, a moc cieplna 315 MW. Z komina Elektrociepłowni Kielce prowadzona jest transmisja radiowa oraz telewizyjna.
24 sierpnia 2021 roku podpisano umowę z SBB Energy, na mocy której pod koniec 2022 roku ma nastąpić zmiana paliwa zasilającego elektrociepłownię z węgla na gaz.

## Historia
- 1974 – ujęcie elektrociepłowni w planie rozwoju miasta Kielce
- 1986 – przygotowanie założeń techniczno-ekonomicznych
- 1987 – początek budowy elektrociepłowni
- 1992 – koniec I etapu budowy – przekazanie do eksploatacji kotła WP-140 z całą infrastrukturą
- 1995 – ukończenie budowy magistrali ciepłowniczej 2 × 600 MW i podłączenie do systemu części odbiorców z systemu "Czarnów" o mocy cieplnej 39 MW
- 1996 – wydzielenie spółki Elektrociepłownia Kielce z ZEORK S.A., w roku 1997 spółka z o.o., od 1998 spółka akcyjna
- 1999 – modernizacja urządzeń odpylających
- 2007 – budowa bloku kogeneracyjnego o mocy docelowej 10,5 MW i sprawności powyżej 80%[3], opartego na spalaniu biomasy, zakończona w grudniu 2008 roku inwestycja kosztowała około 90 milionów zł w tym 20,2 mln zł dofinansowania z funduszy unijnych i 5 mln zł z EkoFunduszu.

## Dane techniczne
Elektrociepłownia Kielce wyposażona jest w:
- 1 kocioł WP-140 o mocy cieplnej 140 MW,
- 6 kotłów WR-25 o łącznej mocy cieplnej 175 MW.
- 1 blok kogeneracyjny o mocy 10,5 MW

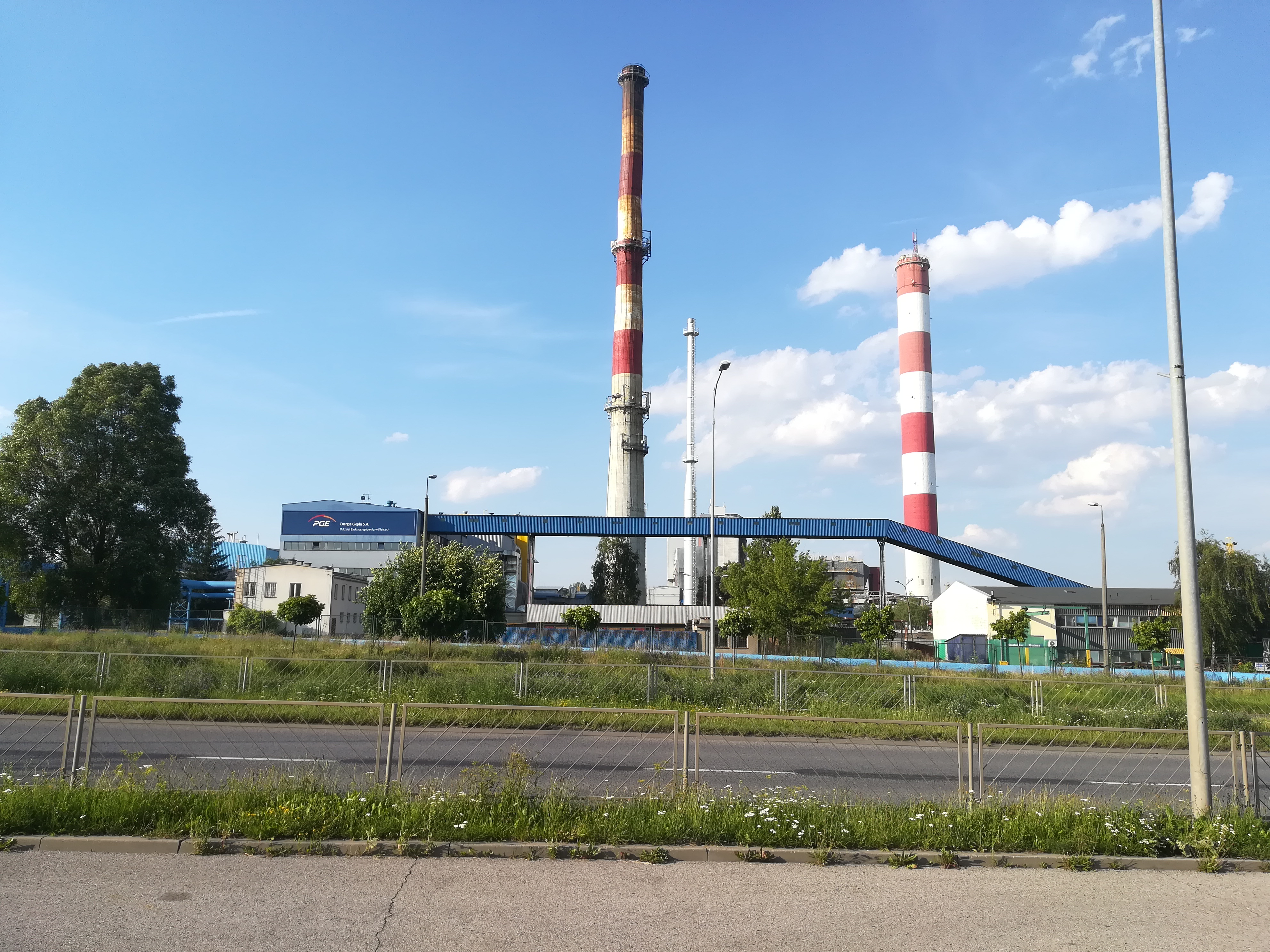
Elektrociepłownia Kielce od strony ul. Łódzkiej

Elektrociepłownia posiada koncesję Prezesa Urzędu Regulacji Energetyki:
- na wytwarzanie ciepła,
- na przesyłanie i dystrybucję ciepła,
- promesa koncesji na wytwarzanie energii elektrycznej.

Obecnie elektrociepłownia jest największym dostawcą energii cieplnej w Kielcach. Obiekt posiada 2 kominy: jeden o wysokości 213 metrów, który służy m.in. jako konstrukcja wsporcza pod anteny radiowo-telewizyjne i telefonii komórkowej, i drugi o wysokości 100 m. Zajmuje obszar 106 hektarów.